# Chartered Company Memorial

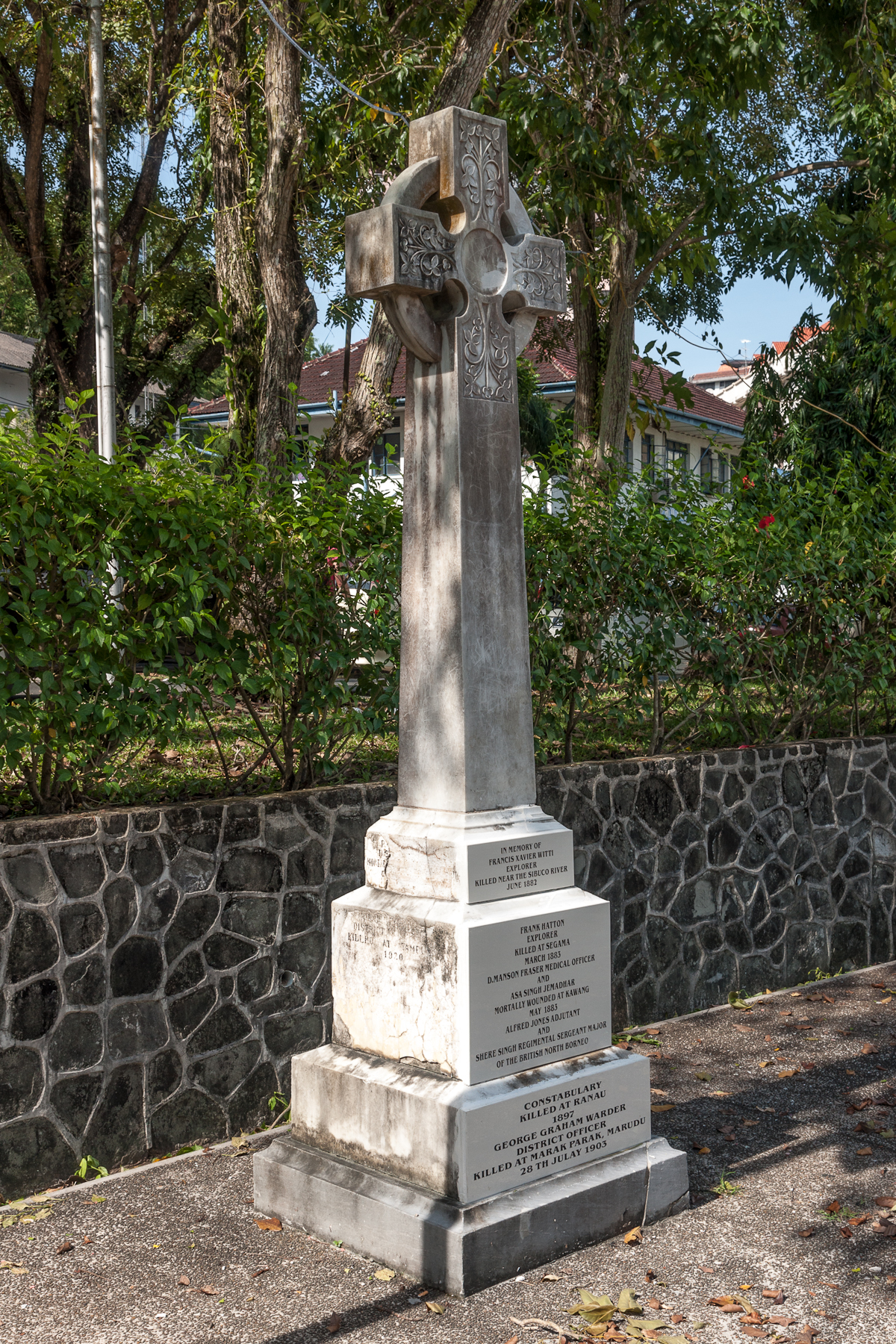
Das Chartered Company Memorial in Sandakan

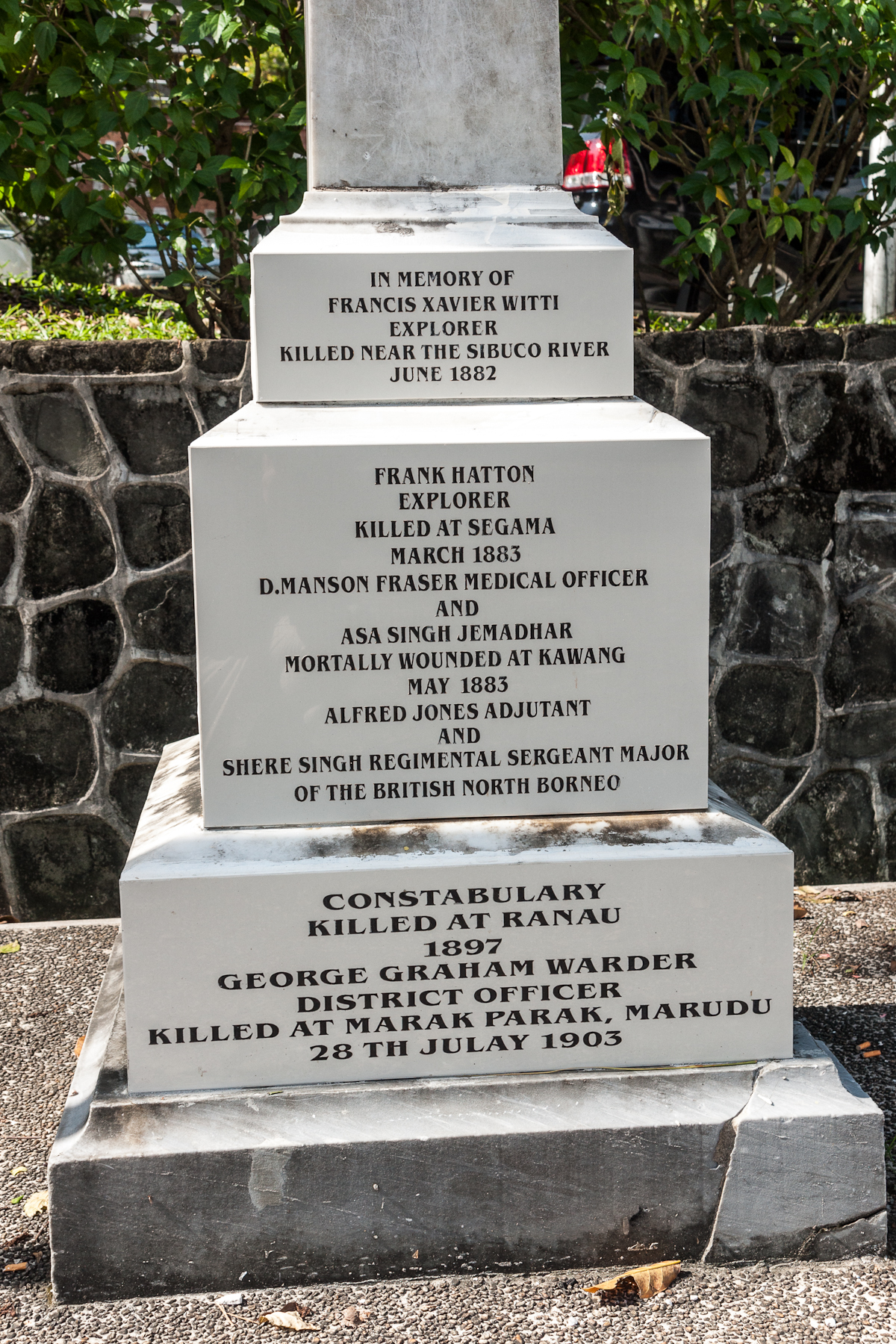
Inschrift auf der Frontseite

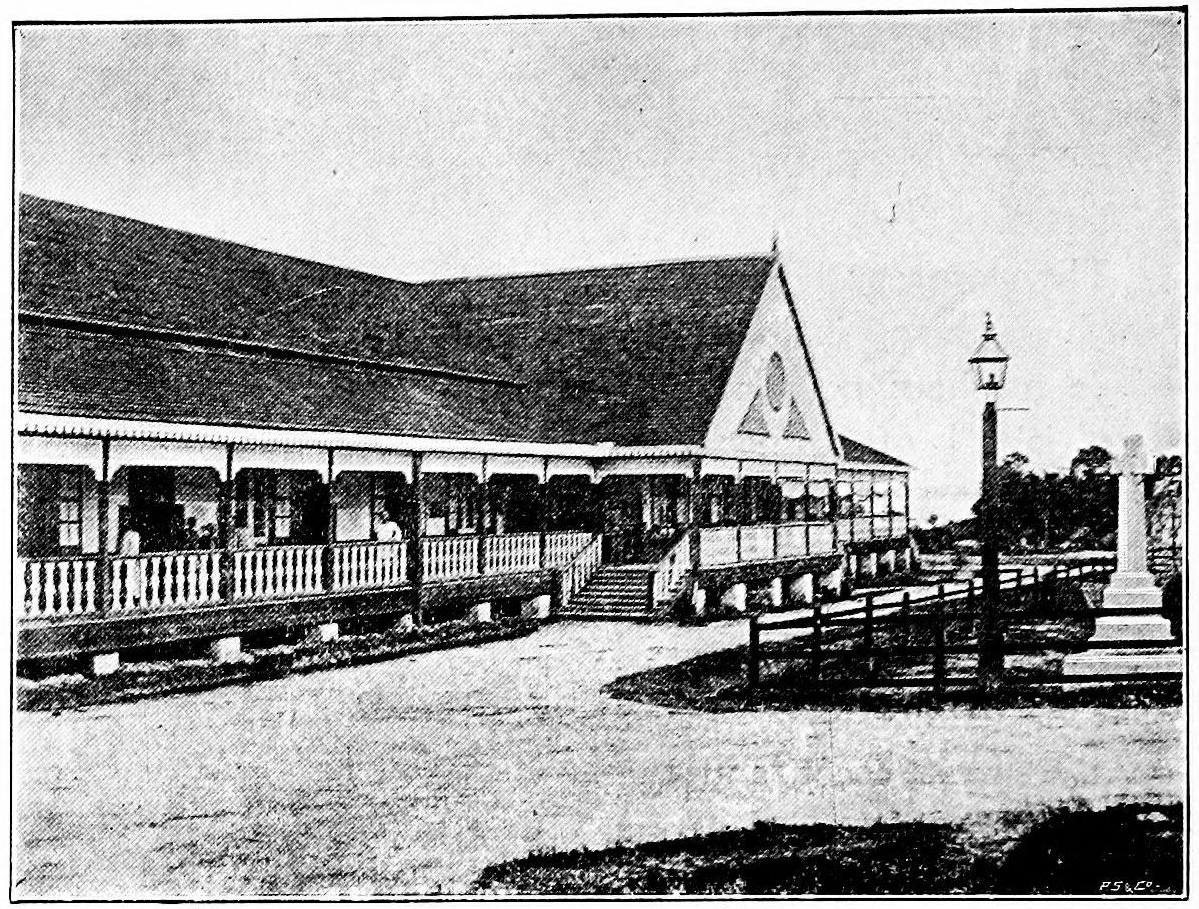
Historischer Aufstellungsort vor dem ehemaligen Regierungsgebäude in Sandakan (rechter Bildrand)

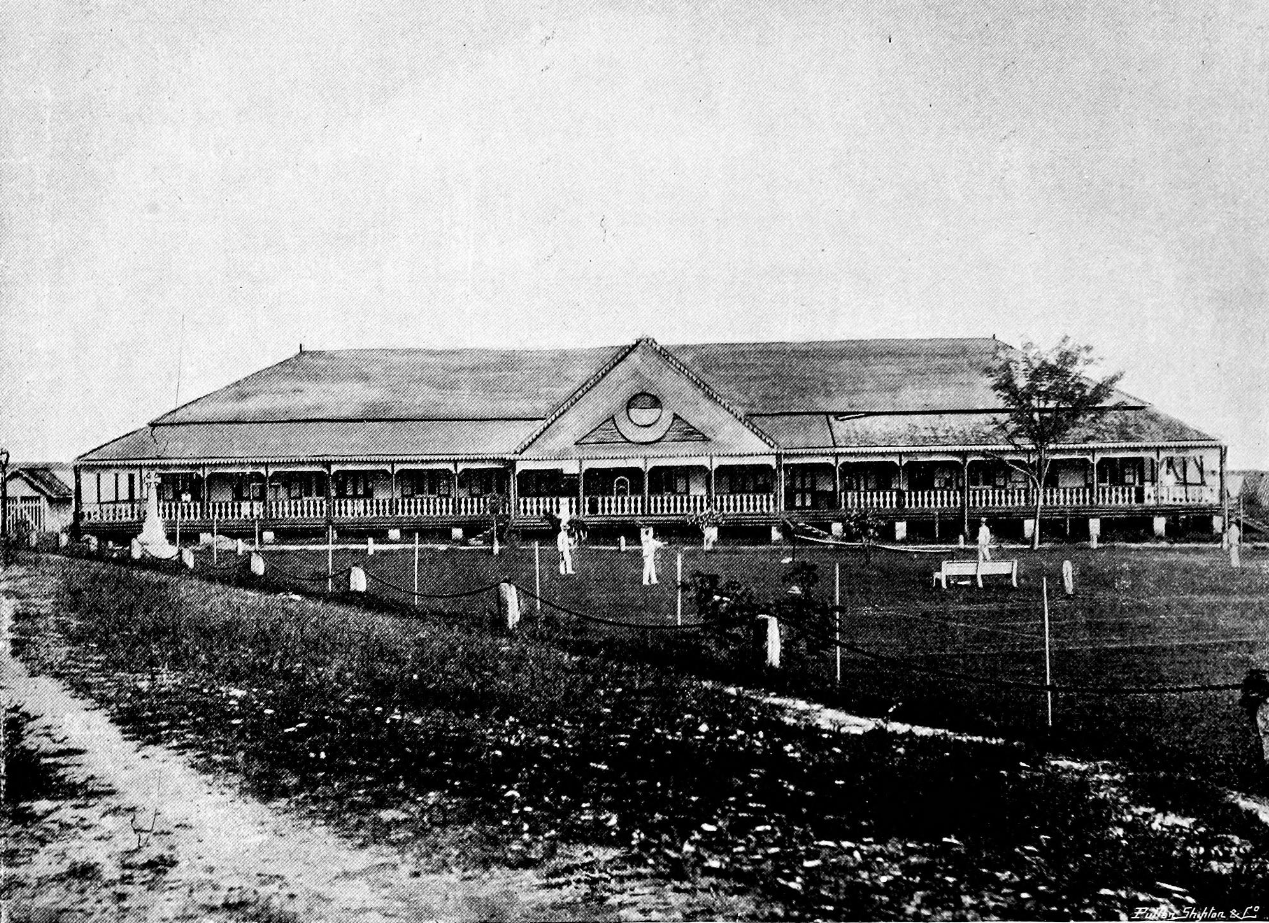
Denkmal ca. 1895 (linker Bildrand)

Das Chartered Company Memorial in der malaysischen Stadt Sandakan ist ein Denkmal, das die North Borneo Chartered Company für ihre im Dienst gestorbenen oder getöteten Angestellten gegen Ende des 19. Jahrhunderts errichten ließ. Das Denkmal ist Teil des Sandakan Heritage Trails, einem „Denkmalpfad“, der die historischen Sehenswürdigkeiten Sandakans verbindet.

## Beschreibung des Denkmals
Das Denkmal hat die Form eines Keltenkreuzes auf einem vierfach abgestuften rechteckigen Sockel. Die Frontplatten sowie die Seitenplatten tragen Inschriften mit den Namen verstorbener Beamter der Chartered Company. Die Frontseite wurde durch Aufsetzen von matten Steintafeln renoviert. Dabei wurde das Schriftbild leicht modernisiert. Die Gedenkinschrift der Vorderseite lautet:
| In Memory Of Francis Xavier Witti Explorer Killed Near the Sibuco River June 1882 Frank Hatton Explorer Killed at Segama March 1883 D. Manson Fraser Medical Officer And Asa Singh Jemadhar Mortally Wounded At Kawang May 1883 Alfred Jones Adjutant And Shere Singh Regimental Sergeant Major Of the British North Borneo Constabulary Killed At Ranau 1897 George Graham Warder District Officer Killed at Marak Parak, Marudu 28th Julay 1903 |

Die Errichtung des Denkmals liegt zwischen 1885 und 1890.
Bei der Renovierung der Gedenkinschrift hat sich ein Fehler eingeschlichen. Die Jahreszahl „1883“ für die Ermordung von Dr. Manson Fraser und Asa Sing Jemadhar ist nicht korrekt. Vielmehr fand der tödliche Angriff in Kawang am 12. Mai 1885 statt.

## Geschichte
Zum Gedenken an den im März 1883 bei einer Expedition am Sungai Segama verunglückten Frank Hatton kündigte die North Borneo Chartered Company kurz nach dessen Tod die Aufstellung eines Gedenksteines an. Neben den Verdiensten Hattons als Entdecker und Geologe der Company war der Plan möglicherweise auch dem Umstand geschuldet, dass die Leiche Hattons entgegen dem Wunsch der Familie nicht nach England überführt wurde. Auch Franz Xavier Witti, ein anderer Pionier und Entdecker der Chartered Company, der bereits im Juni 1882 am Sungai Sibuko von einem Stamm der Murut getötet worden war, sollte auf dem Denkmal geehrt werden.
Kurz vor der Fertigstellung seines Buches North Borneo – Explorations and Adventures on the Equator im Jahr 1885 erfuhr der Vater von Frank Hatton, dass sich die Pläne der Gesellschaft geändert hatten:

“Since those closing notes were written and before and this memorial column is finished, the subscribing officials of the Company have ordered three other names to be engraved upon the pedestal […]”

Nach dem Willen der Offiziellen sollten nun auch Dr. D. Manson Fraser, Captain A.M. de Fontaine und Jemadhar Asa Singh ihren Platz auf der Gedenktafel unter dem Steinkreuz finden. Spätestens ab diesem Zeitpunkt war die Funktion des Keltenkreuzes als Denkmal für die im Dienst der Chartered Company gestorbenen Männer festgelegt. William Hood Treacher, der Gouverneur von Nordborneo notierte in seinen 1891 erschienenen Erinnerungen: „Ein Gedenkkreuz für Witti, Hatton, de Fontaine und die Offiziere und Soldaten der Sikh, die ihr Leben im Dienste der Regierung verloren, wurde in Sandakan errichtet“.

## Aufstellungsort
Alte Bilder des Regierungsgebäudes zeigen das Keltenkreuz an exponierter Stelle vor dem Distrikt Office. Auch auf Abbildungen aus dem Nachlass der amerikanischen Dokumentarfilmer Osa Johnson und Martin Johnson ist das Denkmal vor dem Regierungsgebäude, entlang der Straße zu sehen. Bilder aus den 1960er Jahren zeigen, dass sich der Platz seither nicht verändert hatte. Während des Baus des neuen kommunalen Verwaltungsgebäudes war das Denkmal eingelagert. Seinen heutigen Platz auf dem „MPS Square“ fand das Denkmal zusammen mit dem William Pryer Memorial nach der Umgestaltung des hier vormals befindlichen, ehemaligen Hockeyfeldes.